# Паласіос-де-ла-Вальдуерна
Паласіос-де-ла-Вальдуерна (ісп. Palacios de la Valduerna) — муніципалітет в Іспанії, у складі автономної спільноти Кастилія-і-Леон, у провінції Леон. Населення — 452 особи (2010).
Муніципалітет розташований на відстані близько 280 км на північний захід від Мадрида, 43 км на південний захід від Леона.
На території муніципалітету розташовані такі населені пункти: (дані про населення за 2010 рік)
- Паласіос-де-ла-Вальдуерна: 321 особа
- Рібас-де-ла-Вальдуерна: 131 особа

## Демографія
Динаміка населення (INE ):